# Theodor Hänsch
Theodor Wolfgang Hänsch (ur. 30 października 1941 w Heidelbergu) – niemiecki fizyk, noblista. Dyrektor Instytutu Optyki Kwantowej im. Maxa Plancka (Max-Planck-Institut für Quantenoptik) w Garching bei München.

## Życiorys
Urodził się w Heidelbergu, ale jego rodzice przenieśli się tam z Wrocławia. W 1969 roku uzyskał stopień doktora fizyki na Uniwersytecie Ruprechta i Karola w Heidelbergu, po czym wyjechał na finansowany przez NATO staż na Uniwersytecie Stanforda w Kalifornii. Pracował w kierowanym przez Arthura Schawlowa, zespole prowadzącym badania nad spektroskopią laserową. Po stażu pozostał na Uniwersytecie Stanforda jako profesor. Jego uczniem w tym czasie był Carl Wieman, który w 2001 roku otrzymał Nagrodę Nobla z fizyki. W 1978 Hänsch zdecydował się na powrót do Europy. Został jednym z dyrektorów Instytutu Optyki Kwantowej im. Maxa Plancka, wykładał też fizykę na Uniwersytecie Ludwika i Maksymiliana w Monachium. 
W 2005 roku otrzymał, wraz z Johnem Hallem, Nagrodę Nobla w dziedzinie fizyki za wkład w rozwój precyzyjnej spektroskopii laserowej (obaj dostali wspólnie połowę nagrody, drugą połowę otrzymał Roy Glauber). W 2008 odznaczony Pour le Mérite za Naukę i Sztukę.